# Il Fatto Quotidiano
il Fatto Quotidiano è un quotidiano italiano fondato nel 2009 da Marco Travaglio, Peter Gomez, Marco Lillo, Furio Colombo, Bruno Tinti, Cinzia Monteverdi e Antonio Padellaro che ne è stato direttore dalla fondazione fino al 3 febbraio 2015, quando la direzione è passata a Marco Travaglio, in precedenza condirettore e prima ancora vicedirettore. Ha una diffusione media di circa 50 000 copie (cartacee + digitali) e una platea media di circa 475 000 lettori.

## Storia

### Premessa e fondazione
Già nel maggio del 2008, dal blog voglioscendere.it del giornalista Marco Travaglio, fu annunciata la nascita del nuovo quotidiano. Dal 28 giugno 2009 andò in linea il sito internet l'AnteFatto, attraverso il quale i lettori furono costantemente aggiornati sui progressi della lunga fase preparatoria. Secondo quanto dichiarato nel primo numero, in circa tre mesi, il sito fu in grado di raggiungere tre milioni e mezzo di contatti. Contestualmente iniziò la prima campagna abbonamenti, con la sottoscrizione da parte di circa 30.000 lettori.

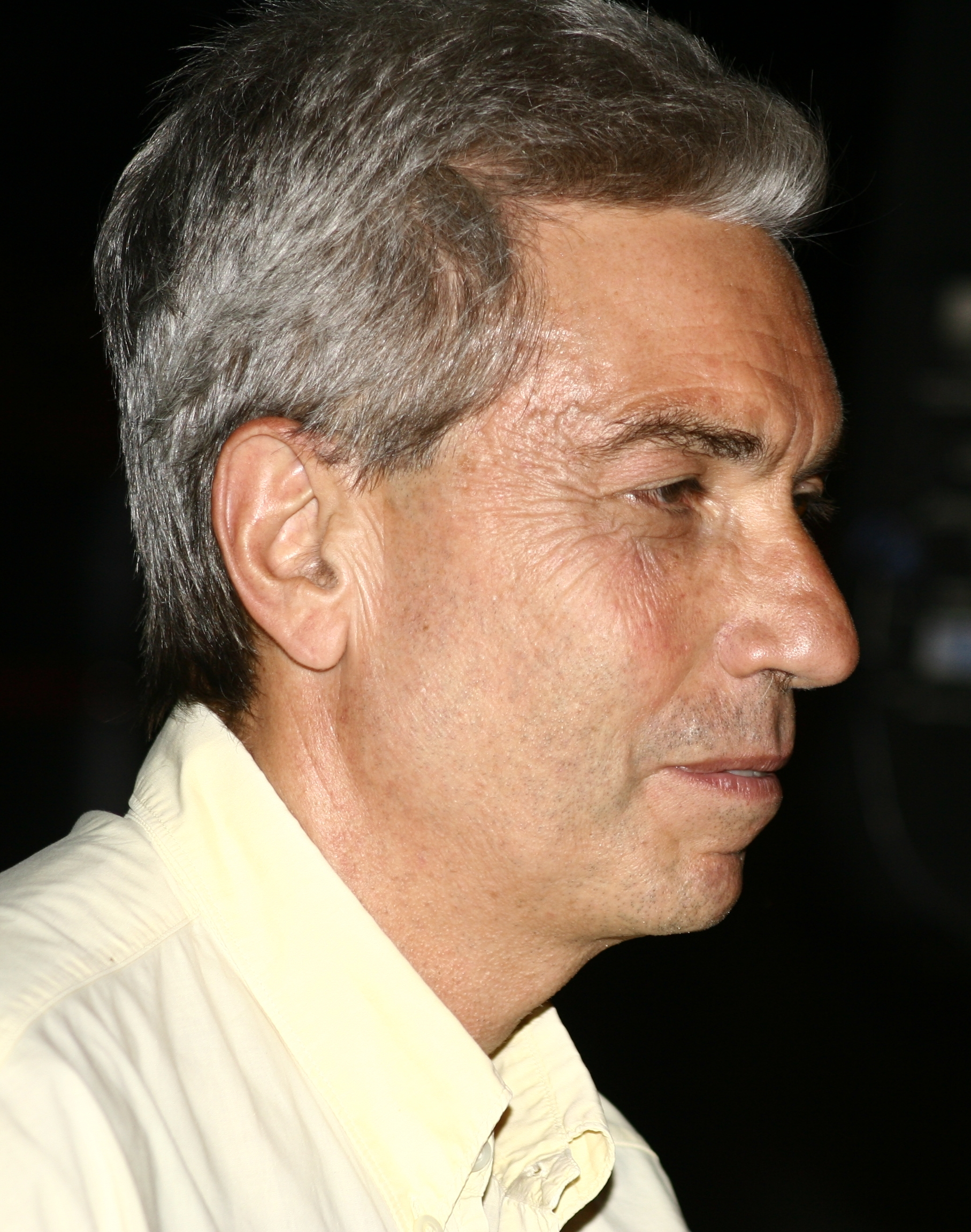
Antonio Padellaro, fondatore e direttore fino al 2015

Mercoledì 23 settembre 2009 il quotidiano fu mandato per la prima volta in stampa con il nome de Il Fatto Quotidiano. Tale nome fu scelto in memoria del giornalista Enzo Biagi, conduttore del programma televisivo Il Fatto. Il logo raffigurante uno strillone si ispira al quotidiano La Voce, in omaggio al suo fondatore Indro Montanelli. Secondo la direzione del giornale, già alle 8 del mattino, le copie erano pressoché esaurite in tutte le edicole. Per ovviare al problema, oltre a una ristampa disponibile nei giorni successivi, fu pubblicata la versione in formato elettronico del numero.
Nel primo editoriale del giornale, l'allora direttore Antonio Padellaro, in un articolo dal titolo Linea politica, la Costituzione, dichiarò la linea editoriale del giornale: «Ci chiedono: quale sarà la vostra linea politica? Rispondiamo: la Costituzione della Repubblica». Nello stesso editoriale il fondatore del quotidiano collocò il Fatto Quotidiano in un'area di opposizione, specificando: «A Berlusconi, certo, perché ha ridotto una grande democrazia in un sultanato degradante. Ma non faremo sconti ai dirigenti del PD e della multiforme sinistra che in tutti questi anni non sono riusciti a costruire uno straccio di alternativa».
Sin dalle prime fasi, la società editrice Editoriale Il Fatto S.p.a. manifestò la volontà di non avvalersi dei fondi pubblici all'editoria e di volersi sovvenzionare soltanto con i proventi della pubblicità e delle vendite. Per enfatizzare ciò, a partire dal numero di giovedì 21 gennaio 2010, al logo della testata fu aggiunta la frase «Non riceve alcun finanziamento pubblico». Il giornale ha comunque usufruito delle tariffe postali agevolate per i prodotti editoriali, a cui Il Fatto ha diritto per legge, come gli altri giornali, per l’acquisto della carta, i servizi digitali e le spese di distribuzione, si tratta di una regolare agevolazione fiscale, di cui il contribuente è titolare nei confronti dell’ente impositore, fino alla loro abrogazione nell'aprile 2010

### 2010: il consolidamento societario
(Antonio Padellaro, Il nostro primo anno, editoriale del 23 settembre 2010)
A meno di cinque mesi dal lancio del giornale, col crescere delle esigenze, il 1º febbraio gli uffici si spostarono da via Orazio 10 alla più grande e moderna redazione di via Valadier 42. Alla fine dello stesso mese, il 28 febbraio 2010, fu lanciato l'inserto satirico Il Misfatto. A capo del foglio fu posto Roberto Corradi, sostituito a partire dal 24 aprile 2011 da Stefano Disegni. Dopo oltre due anni, il 29 settembre 2013, il foglio satirico interruppe le pubblicazioni.
Nel marzo 2010 venne mandato in onda Telebavaglio, nove puntate di commento politico trasmessi in diretta streaming per aggirare la sospensione dei talk-show di approfondimento politico in RAI per le elezioni regionali del marzo 2010. La trasmissione viene condotta dai giornalisti di redazione Stefano Feltri, Carlo Tecce e Silvia Truzzi, con la collaborazione dei vignettisti Mario Natangelo, Michele De Pirro e Luca Bertolotti.
Il 22 giugno 2010 fu lanciata la versione web del giornale, in versione beta. A dirigere la versione elettronica del quotidiano fu posto Peter Gomez. Sin dalle prime ore dopo l'inaugurazione, il sito registrò un numero di contatti tale che nei giorni seguenti più volte ne fu sospeso temporaneamente l'accesso. Il 25 settembre dello stesso anno ilfattoquotidiano.it ha vinto l'Oscar 2010 nella categoria "Miglior testata giornalistica online", assegnato dalla rivista Macchianera in base alla preferenze ottenute in una pubblica votazione su internet. La sede della redazione internet de ilfattoquotidiano.it è a Milano, in viale Francesco Restelli 5 di fronte al nuovo Palazzo della Regione Lombardia.
A fine agosto 2010 venne trasmesso un nuovo ciclo in nove puntate di Telebavaglio, diffuso oltre che sul sito anche in differita sul canale televisivo satellitare Current TV.
A distanza di quindici mesi dal lancio del quotidiano, il giornale ha chiuso in attivo entrambi gli esercizi 2009 e 2010. Nel 2010 i ricavi e gli utili sono stati rispettivamente di 29,6 e di 5,8 milioni di euro.

### 2011: l'anno diAnnozero
L'anno 2011 inizia con la trasmissione del 20 gennaio di Annozero su RaiDue.
Un anno dopo il lancio dell'inserto satirico, fu la volta del supplemento culturale. A partire da venerdì 25 febbraio 2011, settimanalmente in allegato con il giornale, fu pubblicato l'inserto culturale Saturno. Alla direzione del nuovo prodotto editoriale, articolato in otto pagine dedicate a letteratura, scienza, arti, multimedialità, cinema e filosofia, fu posto Riccardo Chiaberge. Il 2 marzo 2012, dopo le dimissioni di Chiaberge, l'inserto terminò le proprie pubblicazioni.

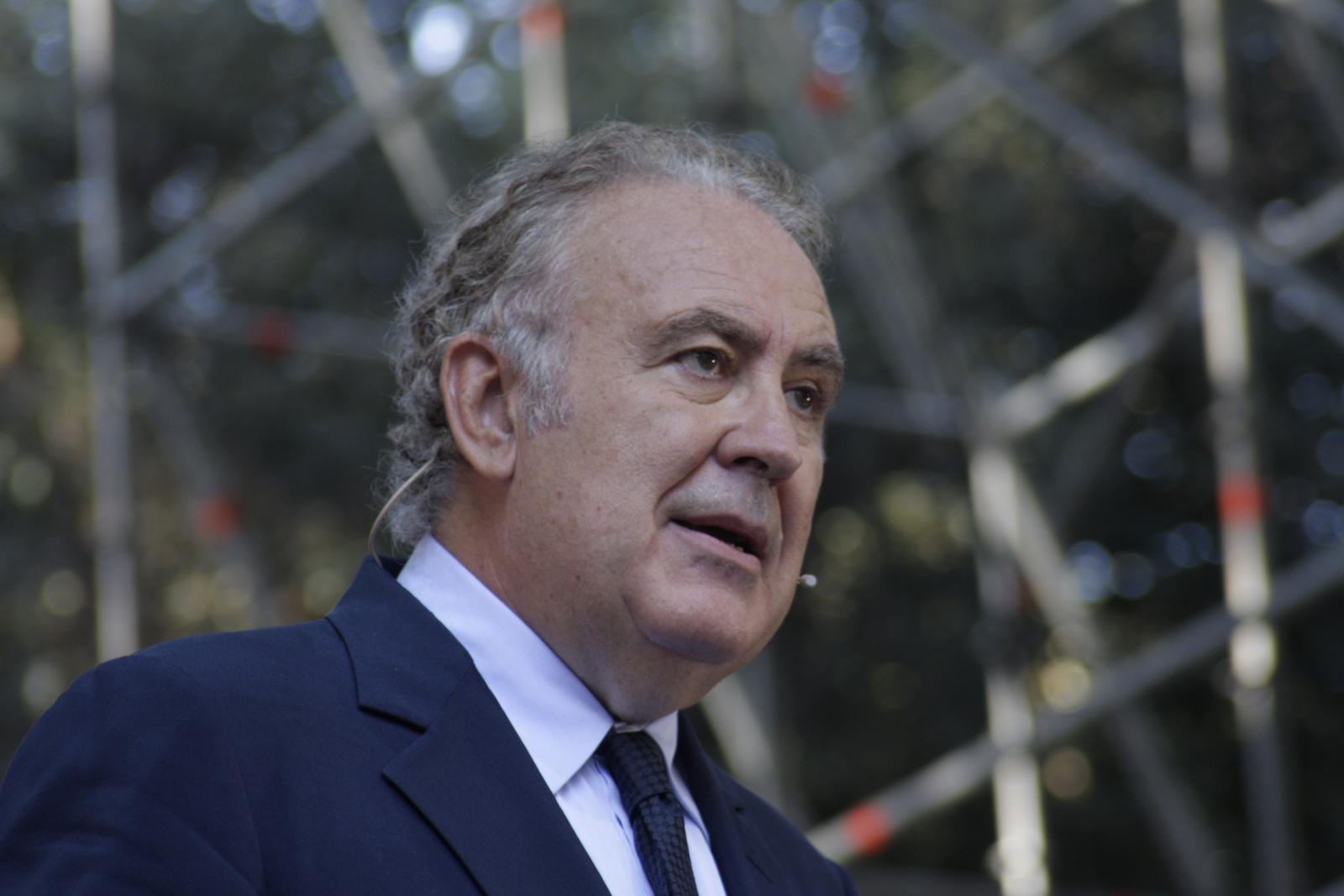
Michele Santoro, conduttore di Servizio pubblico

Da fine luglio 2011 fu prodotto il talk-show È la stampa, bellezza!, otto puntate in diretta streaming sul sito del quotidiano condotte dal giornalista della redazione web David Perluigi.
Il 20 settembre 2011, la società editrice Editoriale Il Fatto spa deliberò all'unanimità un aumento di capitale di 350 000 euro, al fine di entrare nella società Zerostudio's come socio editore della società di produzione Zerostudio's di Michele Santoro con la quale lo stesso realizza il suo Servizio pubblico. Il 1º ottobre 2011, per il secondo anno consecutivo, fu assegnato a ilfattoquotidiano.it l'Oscar 2011 di Macchianera per la migliore testata giornalistica online.
Con la nascita del governo Monti, nel novembre 2011 e per tutto il periodo del suo mandato, il quotidiano continuò ad assumere una marcata linea di opposizione, differenziandosi così dalla maggior parte delle testate giornalistiche. In particolare, il Fatto Quotidiano ravvisò l'impossibilità che la nuova maggioranza parlamentare potesse mai consentire al nuovo esecutivo una reale incisività riformatrice. Dalle colonne del quotidiano furono rimarcate più volte l'inefficacia e l'inaffidabilità dell'esecutivo, per esempio sulle posizioni che fino a pochi mesi prima alcuni importanti partiti di maggioranza – riconducibili al dimissionario Silvio Berlusconi – avevano assunto sul caso Ruby o per le varie occasioni in cui gli stessi avrebbero dato prova di legiferare provvedimenti ad personam. Il quotidiano non si è astenuto inoltre dal muovere aspre obiezioni direttamente al governo e alla sua politica, considerata deficitaria di equità e giustizia sociale, oltre che riguardo alla scelta delle nomine ministeriali, evidenziando diverse problematiche di conflitto di interesse.

### 2012-2014: il potenziamento della versione online

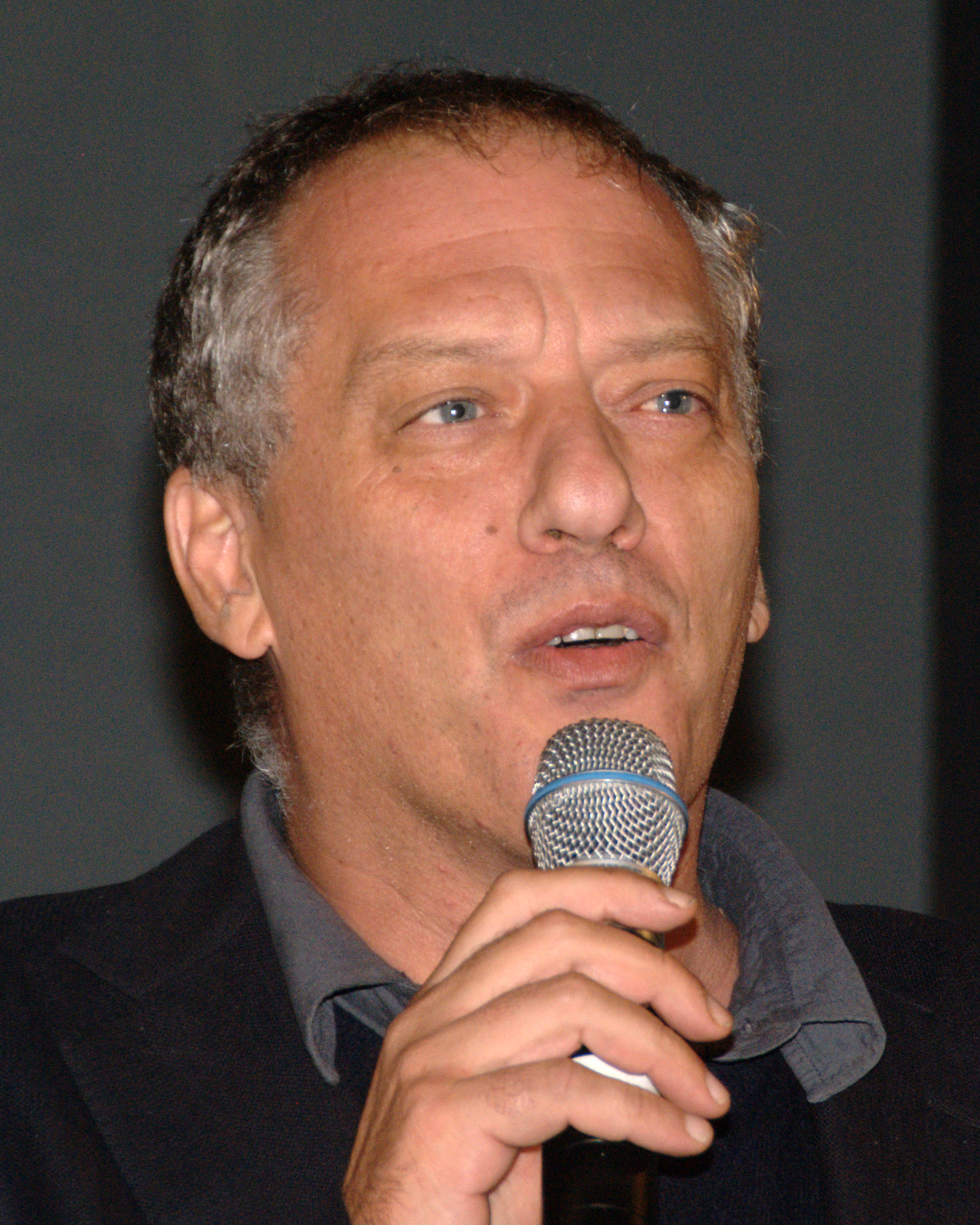
Peter Gomez, direttore de ilfattoquotidiano.it

Dal 15 ottobre 2012 il Fatto Quotidiano iniziò a essere pubblicato anche il lunedì. Nello stesso anno, ilfattoquotidiano.it si collocò come miglior sito politico d'opinione..
Per sostenere la versione online del giornale, dal 3 maggio 2013 fu lanciata la forma di sottoscrizione dell'utente sostenitore, volta a coinvolgere i lettori in una forma di abbonamento "light" che consentisse la proposta e la scelta delle inchieste svolte dalla testata online. Anche grazie a questo, nel 2013, ilfattoquotidiano.it si aggiudicò al BlogFest il premio come miglior sito italiano del 2013.
Dall'8 maggio 2013, settimanalmente in allegato al quotidiano, iniziò la distribuzione dell'inserto di approfondimento economico, il Fatto economico. Come annunciato dal responsabile economico del quotidiano, il giornalista Stefano Feltri, l'inserto consta di quattro pagine dedicate all'analisi economica e finanziaria.
Nel corso della XVII legislatura iniziata nel marzo 2013 il giornale si collocò immediatamente in un'area di opposizione. Tale vocazione fu ulteriormente rafforzata dalle preferenze di voto pubblicamente espresse dall'allora vicedirettore, Marco Travaglio, che a margine della tornata elettorale dichiarava il voto per Rivoluzione Civile dell'ex magistrato Antonio Ingroia alla Camera dei deputati e per il Movimento 5 Stelle al Senato della Repubblica.

### 2015: il cambio di direzione da Padellaro a Travaglio
(Antonio Padellaro, editoriale del 4 febbraio 2015)

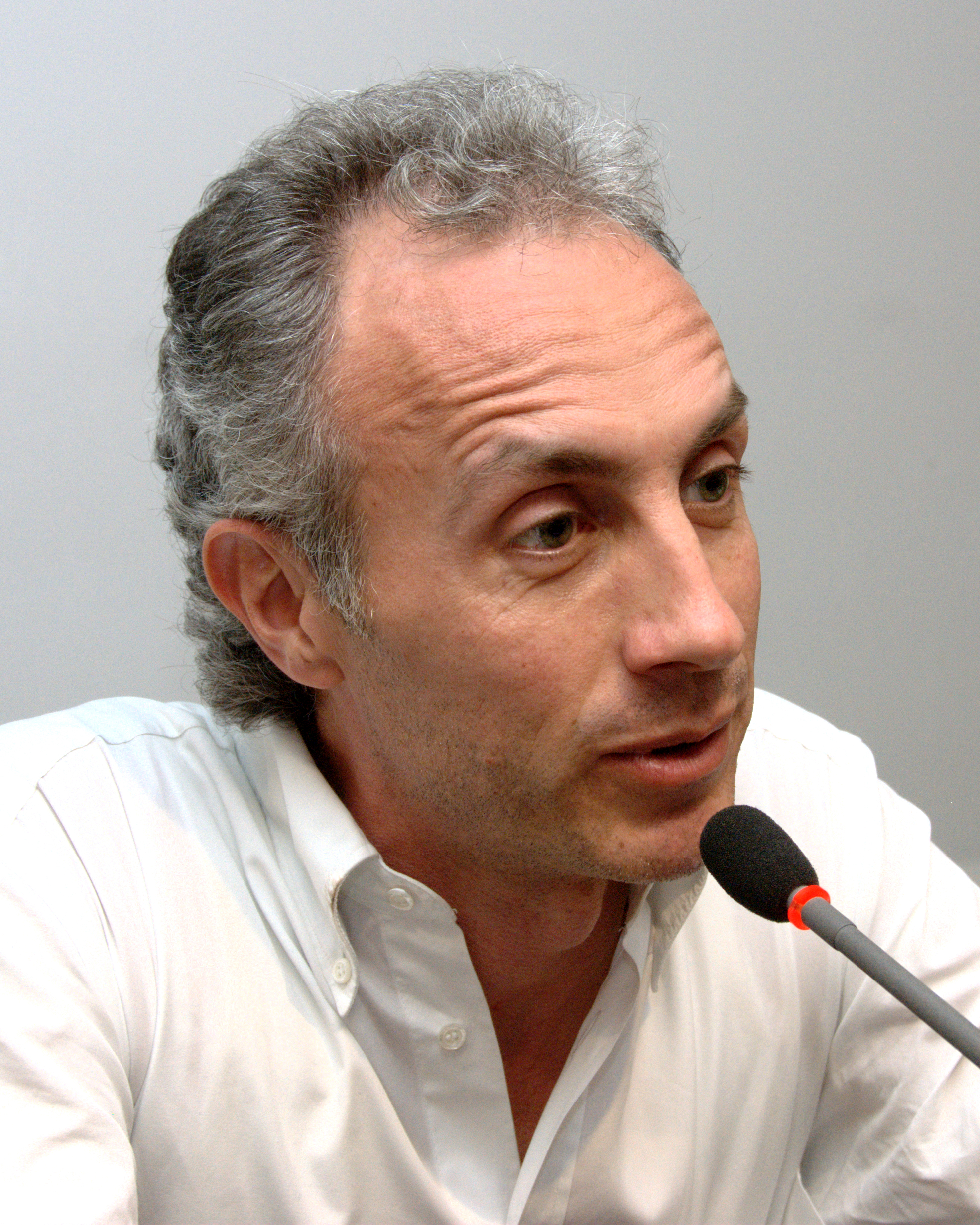
Marco Travaglio, direttore del quotidiano dal febbraio del 2015

Il 2015 si aprì con il sanguinoso attentato alla sede di Charlie Hebdo. Per l'occasione, il 14 gennaio 2015 il giornale uscì con allegato il numero 1 178 di Charlie Hebdo.
Nello stesso giorno, il direttore Antonio Padellaro confidò al settimanale Panorama l'intenzione di lasciare il quotidiano da lui fondato. Il 3 febbraio 2015, la direzione del quotidiano è ufficialmente passata all'ex vicedirettore, Marco Travaglio. Padellaro, invece, assume la carica di Presidente della società editoriale, pur continuando a rimanere editorialista del quotidiano.
(Marco Travaglio, editoriale del 5 febbraio 2015)
Il 5 febbraio successivo Marco Travaglio uscì con il primo editoriale da direttore, in cui confermò la linea editoriale assunta con Padellaro, orientata al rispetto della Costituzione e all'opposizione critica.

### 2016: la campagna per il NO al referendum costituzionale
Nel maggio 2016 il conduttore Michele Santoro, attraverso la Zerostudio's, società di cui detiene la maggioranza, acquista il 7% del Fatto. È inoltre costituito un comitato dei garanti, composto da Peter Gomez, Marco Lillo, Antonio Padellaro, Marco Travaglio e lo stesso Santoro.
Il quotidiano si schierò apertamente contro il referendum costituzionale del 4 dicembre 2016 mettendo in campo numerose iniziative: cambiando la propria immagine della pagina facebook con "io voto NO", sostenendo appelli contro la riforma, dando ampio spazio a molti testimonial per il no (da Dario Fo a Gustavo Zagrebelsky), organizzando convegni sul tema e invitando i lettori a condividere le motivazioni del loro voto contrario. Il supporto incondizionato al NO provoca le critiche di Michele Santoro in un'intervista a Il Foglio, in cui il conduttore paventa una possibile uscita dall'azionariato del giornale.

### 2017: la nascita di Loft
Nel febbraio 2017 il giornale compie il terzo trasferimento di sede nella sua storia. Dal quartiere Prati si trasferisce nella nuova sede di via di Sant'Erasmo 2 a Roma. La redazione online del sito ilfattoquotidiano.it (diretta da Peter Gomez) continua a essere a Milano in via Francesco Restelli 5.
Il 9 maggio 2017 Michele Santoro assicura a Italia Oggi che uscirà dalla compagine azionaria del quotidiano per "una differenza politico-culturale con il Fatto Quotidiano. Abbiamo idee differenti e per questo non partecipo a progetti congiunti (come il progetto di televisione, ndr)". Non cederà subito le quote, ma resterà "azionista (al 7% tramite la casa di produzione Zerostudio's) fin quando non troveranno una soluzione migliorativa per loro".
L'amministratore delegato del Fatto, Cinzia Monteverdi, pensa a una nuova soluzione societaria: "Una possibile soluzione, tra le altre può essere una compensazione delle quote incrociate".
Il 20 luglio 2017 Santoro rassegna le dimissioni dal comitato dei garanti del Fatto Quotidiano e vende le azioni detenute dalla Zerostudio's, cessando quindi ogni legame dal quotidiano.
L'8 agosto 2017 Bruno Tinti cessa la sua collaborazione con Il Fatto Quotidiano, diventando editorialista de La Verità.
Il 3 novembre 2017 nasce la piattaforma tv online chiamata Loft; dove vari giornalisti appartenenti alla redazione del Fatto Quotidiano propongono diversi format d'informazione e intrattenimento.

### 2018-2020
Nel maggio 2018 Cinzia Monteverdi, amministratrice delegata del quotidiano, sostituisce Antonio Padellaro nel ruolo di presidente del quotidiano.
Il 19 novembre 2018 il reporter Davide Vecchi lascia Il Fatto Quotidiano per assumere la direzione del Corriere dell'Umbria e delle edizioni locali ad esso collegate.
Nel maggio 2020 Stefano Feltri lascia Il Fatto Quotidiano per assumere la direzione del nuovo quotidiano edito da Carlo De Benedetti Domani. Nello stesso mese Gad Lerner inizia a collaborare con il giornale, dopo aver interrotto la collaborazione con la Repubblica.

### 2021
Nel 2021 Il Fatto Quotidiano lancia l'app PlayToday, il gioco originale basato su attualità, politica e informazione. Disponibile a partire da iOS 13.0 e Android 8.0 Oreo, l'app viene presentata come una sfida sia verso se stessi che verso la community dei lettori. Il funzionamento ruota su quattro giochi differenti in cui cimentarsi ogni settimana. È anche possibile acquistare un abbonamento al giornale.
Il 30 luglio 2021 il Consiglio di Amministrazione della Società Editoriale il Fatto S.p.A. (o “SEIF”)  ha approvato la costituzione della Fondazione Il Fatto Quotidiano. La Fondazione ha "scopo umanitario con l’intento di consolidare l’impegno sociale, contribuendo alla riduzione delle disuguaglianze e favorendo il dialogo con la società civile elaborando e promuovendo progetti solidaristici".

### 2022
Il 18 marzo 2022 diventa collaboratore del Fatto Quotidiano Alessandro Orsini, da poco dimessosi da Il Messaggero. La posizione assunta dal quotidiano in seguito all'invasione russa dell'Ucraina, da taluni accusata di "simpatie" per Putin, provoca le dimissioni dal giornale di Furio Colombo, che ritorna a collaborare con la Repubblica.
Il giornale registra frattanto un calo nella diffusione: se nel giugno 2021 la vendita media in edicola si attestava a 25 456 copie (vendite totali edicola+digitale: 51 383), nel giugno 2022 era scesa a 23.201 copie (vendite totali edicola+digitali: 48 395).

### 2023-2024
I dati Ads di diffusione della stampa (totale diffusione cartacei+digitali) è segno meno per tutti i primi 20 giornali in classifica, con l'eccezione de Il Fatto Quotidiano, che sale del +5,57% (da 51.521 a 54.393). In parallelo, si registra un risultato economico negativo per circa 2.38 milioni di euro per il 2023, in netto miglioramento dalla perdita di circa 4.29 milioni di euro del 2022.

### 2025
Il 21 aprile Gad Lerner comunica di aver lasciato da un mese il giornale, lamentando la linea editoriale di Travaglio, caratterizzatasi soprattutto per l'indulgenza «di fronte all'ascesa delle destre nazionaliste e fascistoidi: da Trump a Putin fino a casa nostra».

## FQ Millennium
Il 6 maggio del 2017 esce FQ Millennium, mensile ispirato alla rivista dell'omonima saga scritta da Stieg Larsson (disponibile in formato cartaceo e, dal maggio 2019, anche in formato digitale pdf).
Ogni numero affronta una tematica precisa:
| N°  | Titolo                                                     | Tematiche principali                                                                            | Mese      | Anno |
| --- | ---------------------------------------------------------- | ----------------------------------------------------------------------------------------------- | --------- | ---- |
| 1   | Che cosa vi siete fumati?                                  | Droghe e libertà                                                                                | Maggio    | 2017 |
| 2   | A chi piace l'uomo forte?                                  | Leaderismo, propaganda e informazione                                                           | Giugno    | 2017 |
| 3   | I nemici di papa Francesco                                 | Papa Francesco e i problemi della Chiesa (mafia, pedofilia, 8x1000, IOR....)                    | Luglio    | 2017 |
| 4   | Summer of Love                                             | Il mondo dei giovani d'oggi e la rivoluzione culturale degli anni '60                           | Agosto    | 2017 |
| 5   | Il vaccino dell'obbligo                                    | Sanità, vaccini e il decreto Lorenzin (sull'obbligo vaccinale)                                  | Settembre | 2017 |
| 6   | Sessantotto                                                | Il sessantotto e l'emancipazione femminile + dossier (Ultimo tango a Strasburgo)                | Ottobre   | 2017 |
| 7   | Licenziati da un robot                                     | La robotica, l'automazione del lavoro e il reddito di base                                      | Novembre  | 2017 |
| 8   | Chi avrà il potere nel 2018                                | Politica, povertà e giornalismo + dossier (INAIL, 32 miliardi rubati alle imprese)              | Dicembre  | 2017 |
| 9   | Votami, io sono in vendita                                 | Elezioni italiane, manipolazione del consenso, lobbisty, partiti e mafia                        | Febbraio  | 2018 |
| 10  | Tu hai paura di me                                         | La donna (femminismo, pari opportunità, aborto, moda....)                                       | Marzo     | 2018 |
| 11  | Non puoi leggere questo numero                             | Segreti italiani (mafia, Stato, Chiesa, P2...), spionaggio e algoritmi digitali                 | Aprile    | 2018 |
| 12  | Che cosa vi siete mangiati?                                | Alimentazione, allevamento e agricoltura                                                        | Maggio    | 2018 |
| 13  | Siamo tutti drogati                                        | Dipendenze, riabilitazioni, proibizionismo, lotta al narcotraffico e farmacologia               | Giugno    | 2018 |
| 14  | Pornografia                                                | Industria del porno, pornostars, internet e dipendenza dal porno/sesso                          | Luglio    | 2018 |
| 15  | L'Italia vista da lontano                                  | Italia vista dai cittadini stranieri                                                            | Agosto    | 2018 |
| 16  | Come non diventare uno schiavo                             | Disoccupazione, precarietà, sfruttamento                                                        | Settembre | 2018 |
| 17  | Qualcosa di sinistra                                       | La possibile rinascita della sinistra in Italia                                                 | Ottobre   | 2018 |
| 18  | Mafia nigeriana                                            | La mafia nigeriana in Italia e nel mondo                                                        | Novembre  | 2018 |
| 19  | Euroburokrati                                              | L'Europa, burocrazia e politica                                                                 | Dicembre  | 2018 |
| 20  | Come evadere il fisco e vivere felici                      | Evasione fiscale, burocrazia, tasse e imposte                                                   | Febbraio  | 2019 |
| 21  | Stelle o meteore                                           | Movimento 5 Stelle, Beppe Grillo                                                                | Marzo     | 2019 |
| 22  | La borghesia è morta                                       | Borghesia, professionisti, crisi economica                                                      | Aprile    | 2019 |
| 23  | Cari colleghi, ci stiamo suicidando                        | Giornalismo, editoria                                                                           | Maggio    | 2019 |
| 24  | Sindacati aziende e sindacalisti a casa                    | Sindacati, precariato                                                                           | Giugno    | 2019 |
| 25  | Eva e Adamo                                                | Parità di genere                                                                                | Luglio    | 2019 |
| 26  | Tangenti alla francese                                     | Tangenti, criminalità                                                                           | Agosto    | 2019 |
| 27  | I nostri primi 10 anni                                     |                                                                                                 | Settembre | 2019 |
| 28  | Stragi di stato. Ecco i mandanti                           | Stragismo e depistaggi                                                                          | Ottobre   | 2019 |
| 29  | Quanti ipocriti sul carro di Greta                         | Green economy, ambientalismo e scandali                                                         | Novembre  | 2019 |
| 30  | PD: Sardine o pesci lessi?                                 | Partito Democratico                                                                             | Dicembre  | 2019 |
| 31  | Facciamo ripartire il Sud e saremo ricchi come la Germania | Questione meridionale                                                                           | Febbraio  | 2020 |
| 32  | Salvini flagello di Dio?                                   | Matteo Salvini, Lega e populismo                                                                | Marzo     | 2020 |
| 33  | Come guariremo dal virus                                   | COVID-19                                                                                        | Aprile    | 2020 |
| 34  | Virus: Reddito e Salute                                    | COVID-19 e società                                                                              | Maggio    | 2020 |
| 35  | Confindustria e vittimismo                                 | Interessi delle aziende                                                                         | Giugno    | 2020 |
| 36  | Chi ha ucciso la banda larga?                              | Telecomunicazioni e informatica                                                                 | Luglio    | 2020 |
| 37  | Buone idee per resistere                                   | Economia e politica covid-19                                                                    | Agosto    | 2020 |
| 38  | Politicamente corretto                                     | Politically correct                                                                             | Settembre | 2020 |
| 39  | Burocrazia                                                 | Burocrazia                                                                                      | Ottobre   | 2020 |
| 40  | We Trans                                                   | Sessismo                                                                                        | Novembre  | 2020 |
| 41  | Il Covid non è una palla.                                  | Negazionismo e teorie del complotto                                                             | Dicembre  | 2020 |
| 42  | Come riaprire le città                                     | Sociologia e post COVID-19                                                                      | Febbraio  | 2021 |
| 43  | Hope                                                       | Giuseppe Conte. Matteo Renzi. Mario Draghi. I ritratti dei protagonisti della politica italiana | Marzo     | 2021 |
| 44  | L'Italia dei Guelfi e dei Ghibellini                       | 700 anni dopo è sempre muro contro muro                                                         | Aprile    | 2021 |
| 45  | Non ci sono più i magistrati di una volta                  | "Ecco come si stanno suicidando le toghe italiane"                                              | Maggio    | 2021 |
| 46  | L'estate desnuda                                           | L'amore ai tempi del post CoVid                                                                 | Giugno    | 2021 |
| 47  | Loggia nostra                                              | Massoni e mafiosi uniti fra intrighi e affari.                                                  | Luglio    | 2021 |
| 48  | Cafoni 2021                                                | L'Italia è più povera ma la riccanza avanza                                                     | Agosto    | 2021 |
| 49  | La stampa è libera, i giornalisti no                       | Ecco perché in Italia vince l'autocensura                                                       | Settembre | 2021 |
| 50  | Cinquanta sfumature di Draghi                              | In trenta pagine, luci e ombre di Supermario                                                    | Ottobre   | 2021 |
| 51  | Pandemia da chemsex                                        | ...politici, sacerdoti, imprenditori, gente comune in cerca di trasgressione estrema            | Novembre  | 2021 |
| 52  | Il potere nell'ombra                                       | ...vi raccontiamo chi regge davvero le fila della politica e dell'economia                      | Dicembre  | 2021 |
| ... |                                                            |                                                                                                 |           |      |
| 73  | È ora di lavorare meno                                     | Lavoro                                                                                          | Novembre  | 2023 |

## Organizzazione societaria
Il quotidiano è edito dalla Società Editoriale Il Fatto (SEIF), una società per azioni priva di azionista di controllo. Presidente e amministratore delegato è Cinzia Monteverdi. Il consiglio di amministrazione è composto da Cinzia Monteverdi, Luca D'Aprile, Lucia Calvosa e Antonio Padellaro. 
Il 14 marzo 2019, la "Società editoriale Il fatto" (SEIF) ha debuttato nella Borsa italiana. Le negoziazioni avvengono sul mercato AIM Italia (segmento dedicato alle PMI).

### Statuto
Lo statuto della società prevede che il capitale sociale (2 460 000 euro al 14 maggio 2012) sia suddiviso in tre tipi di azioni:
- Categoria A, destinata agli azionisti imprenditori
- Categoria B, destinata agli azionisti operatori (giornalisti redattori)
- Azioni speciali (non ancora emesse), destinate a lettori e abbonati

Lo statuto della società prevede l'impossibilità di avere un azionista di controllo, in quanto nessun socio può eccedere la quota massima del 16,67% del capitale sociale. Inoltre gli azionisti imprenditori (categoria A) non possono detenere in totale più del 70% del capitale. Questo impone che per le delibere più rilevanti non si possa prescindere dall'assenso dei giornalisti (Categoria B), è necessaria infatti una maggioranza qualificata del 70% più uno per decisioni riguardanti ad esempio la linea editoriale o la nomina del direttore di redazione.

### Azionariato
Tra gli azionisti del Fatto Quotidiano ci sono i giornalisti Antonio Padellaro, Marco Travaglio, Peter Gomez, Marco Lillo.
- 2009 - 2013: 1,2 euro
- 2013: 1,3 euro
- 2014 - 2015: 1,4 euro
- giugno 2015: 1,5 euro
- 2015 - 2019: 1,8 euro
- 2019 -2024: 2 euro

Al 12 maggio 2022, il capitale sociale di 2 501 000 euro è ripartito tra i seguenti azionisti:
- Antonio Padellaro 16,25%
- Cinzia Monteverdi 16,25%
- Chiarelettere 9,84%
- SEIF-Società Editoriale Il Fatto 9,64%
- Francesco Aliberti 6,85%
- Altri azionisti 12,89%
- Flottante 28,25%[73]

## Redazione
Al momento della fondazione, la redazione de il Fatto Quotidiano era composta da 16 redattori, oltre al direttore (all'epoca Antonio Padellaro) e al vicedirettore (allora Marco Travaglio, in seguito divenuto direttore).
Il successo dell'iniziativa editoriale è stato tale da permettere nuove assunzioni e collaborazioni.
Le firme che scrivono sul giornale:
- Gianni Barbacetto
- Pino Corrias (dal 26 maggio 2020)
- Nando dalla Chiesa
- Massimo Fini
- Peter Gomez (direttore responsabile del sito web)
- Marco Lillo
- Daniele Luttazzi (dal 14 aprile 2020)
- Tomaso Montanari
- Piercamillo Davigo (dal 2020)
- Daniela Ranieri
- Barbara Spinelli
- Alessandro Barbero (dal 2021)
- Guido Biondi
- Ettore Boffano
- Giampiero Calapà
- Benny Calasanzio
- Angelo Cannatà (dal 2011)
- Salvatore Cannavò
- Cosimo Cariddi
- Claudia Colasanti
- Luca De Carolis
- Nanni Delbecchi
- Erminia della Frattina
- Giorgio Dell'Arti (dal giugno 2020)
- Eduardo Di Blasi
- Silvia D'Onghia
- Alessandro Ferrucci
- Enrico Fierro
- Paolo Flores d'Arcais
- Luigi Galella
- Maria Rita Gismondo (dal marzo 2020)
- Giampiero Gramaglia
- Vincenzo Iurillo
- Giuseppe Lo Bianco
- Selvaggia Lucarelli (2015-2021, di nuovo dal 2023)
- Wanda Marra
- Antonella Mascali
- Antonio Massari
- Loris Mazzetti
- Giorgio Meletti
- Luca Mercalli (dal 12 gennaio 2020)
- Fabio Mini (dal 24 novembre 2015)
- Domenico Mogavero (dal 1º novembre 2015)
- Angelo Molica Franco
- Simone Nigrisoli
- Paolo Ojetti
- Marco Palombi
- Pierfranco Pellizzetti
- Giuseppe Pipitone
- Federico Pontiggia
- Mario Portanova
- Elisabetta Reguitti
- Massimo Reina
- Pasquale Rinaldis
- Claudio Sabelli Fioretti (dal 18 dicembre 2015)
- Andrea Scanzi
- Vauro
- padre Antonio Spadaro, S.I. (dal 2020)
- Silvia Truzzi
- Luca Sommi
- Giovanni Valentini (dal 2016)
- Valerio Venturi
- Paolo Zilliani

[ex collaboratori:
- Gad Lerner (dal 26 maggio 2020 al marzo 2025)
- Furio Colombo (dal 2009 al maggio 2022)
- pastore Eugenio Bernardini (2017-2020)
- Pietrangelo Buttafuoco (fino al 2020)
- Stefano Feltri (2009-2020)
- Paolo Isotta (2015-2021)
- Emiliano Liuzzi (2009-2016)
- Piergiorgio Odifreddi (2018-2020)
- Malcom Pagani (2009-2017)
- Ferruccio Sansa
- Caterina Soffici (fino al 2017)
- Carlo Tecce (fino al 2020)
- Bruno Tinti (2009-2017)
- Davide Vecchi (2010-2018)]

Le illustrazioni sono di Emanuele Fucecchi, Marco Scalia, Marilena Nardi, Maurizio Ceccato e Riccardo La Forgia.
Le vignette satiriche sono di Riccardo Mannelli, di Mario Natangelo, di Beppe Mora e di Vauro.
La rubrica satirica giornaliera di prima pagina "Cattiverie" ospita spesso battute dal sito internet Spinoza.
Alla pagina satirica domenicale, chiusa il 29 settembre 2013, collaboravano Stefano Disegni (responsabile), Andrea Aloi, Paolo Aleandri, Dario Vergassola, Riccardo Mannelli, Max Paiella. Alla precedente versione, curata da Roberto Corradi, collaboravano anche Luca Telese, Manolo Fucecchi, Stefano Ferrante, Flavio Oreglio, Michele De Pirro, Luca Bertolotti, Carlo Verdone e Franca Valeri.
Grafica:
- Fabio Corsi
- Paolo Residori
- Pierpaolo Balani

## Redazione web
Il sito internet ilfattoquotidiano.it è diretto da Peter Gomez, ed è registrato come una testata indipendente.
- Simone Ceriotti (vicedirettore)
- Marco Pasciuti (esteri)
- Gaia Scacciavillani (economia)
- Mario Portanova (mensile Fq Millennium)
- Chiara Brusini (economia)
- Claudia Rossi (fq magazine)

Il sito de Il Fatto Quotidiano ospita anche numerosi blog personali di esponenti del giornalismo, dell'economia e della politica.

### Comitato dei garanti
Il comitato ha lo scopo di garantire l'indipendenza e la qualità dell'informazione diffusa con qualunque mezzo e tecnologia anche elaborando un manifesto deontologico dell'informazione.
- Peter Gomez
- Marco Lillo
- Antonio Padellaro
- Marco Travaglio

## Distribuzione
Il quotidiano viene distribuito con una tiratura di 150 000 copie in oltre 25 000 delle 38 000 edicole italiane con la copertura delle principali città e dell'intero territorio di Emilia-Romagna, Friuli-Venezia Giulia, Lazio, Liguria, Lombardia, Marche, Sardegna, Sicilia, Piemonte, Toscana, Umbria, Veneto e Calabria. Esiste inoltre una versione on-line del quotidiano consultabile dagli abbonati anche attraverso diverse applicazioni per iOS o Android. Il prezzo del quotidiano in edicola è di 2 euro.
Nei dodici mesi ottobre 2009-settembre 2010 la diffusione media giornaliera, senza considerare gli abbonamenti digitali, è stata di 75 963 copie. Nei dodici mesi successivi, ottobre 2010 - settembre 2011, la diffusione media giornaliera è stata di 78 049. Durante i primi tre mesi del 2012 le vendite in edicola si aggirano intorno alle 52 849 copie al dì, con una perdita del 24% dalla media dell'anno precedente (71 109, secondo i dati di Libero). Il numero degli abbonamenti è sceso a 21 900 dai 30 000 contratti nel 2011.
Secondo i dati pubblicati da ADS, nel mese di aprile 2012 la diffusione media giornaliera è stata di 57 081 copie, a maggio di 56 380, da giugno a ottobre di circa 53 000 copie. Dal novembre 2012 al gennaio 2013 la diffusione cala verso le 49 000 copie con un rialzo stabile oltre le 50 000 dal febbraio. (si ha un picco ad agosto con 67 000 copie). Dal dicembre 2013 la diffusione si stabilizza tra le 40 000 e le 50 000 copie, ma dal novembre 2014 cala ulteriormente attorno a 38 000.
L'8 ottobre 2009, il giorno dopo la bocciatura del Lodo Alfano, il Fatto ha venduto circa 133 000 copie.. Dal settembre 2015 al marzo 2017 il quotidiano ha continuato ad avere una distribuzione media di circa 36 000 copie giornaliere, quota che nel tempo si è ridotta sino a scendere sotto le 30 000 copie nel gennaio 2019 Da allora, esclusi due mesi roventi per la politica italiana quali agosto e settembre 2019 (36 199 e 30 847 copie giornaliere, rispettivamente), Il Fatto ha mantenuto una vendita quotidiana tra le 25 000 e le 29 000 copie. Il minimo storico è stato nel gennaio 2020 con 24811 copie diffuse.

### Diffusione
La diffusione di un quotidiano si ottiene, secondo i criteri dell'ADS, dalla somma di: Totale Pagata + Totale Gratuita + Diffusione estero + Vendite in blocco.
| Anno | Totale diffusione (cartacea + digitale) | Diffusione digitale | Diffusione cartacea | Tiratura |
| ---- | --------------------------------------- | ------------------- | ------------------- | -------- |
| 2018 | 47 277                                  | 12 639              | 34 638              | 83 491   |
| 2017 | 43 996                                  | 10 471              | 33 525              | 82 549   |
| 2016 | 50 320                                  | 10 506              | 39 814              | 86 689   |
| 2015 | 45 380                                  | 9 086               | 36 294              | 81 734   |
| 2014 | 49 329                                  | 10 497              | 38 832              | 84 672   |
| 2013 | 60 758                                  | 13 145              | 47 613              | 104 364  |

| Anno | Media mobile |
| ---- | ------------ |
| 2014 | 43 552       |
| 2013 | 54 604       |
| 2012 | 49 640       |
| 2011 | 75 963       |
| 2010 | 78 584       |

Dati ADS - Accertamenti Diffusione Stampa

### Licenza Creative Commons
Il sito de il Fatto Quotidiano fino al 28 febbraio 2014 ha reso disponibili i propri contenuti sotto licenza Creative Commons Attribuzione - Non commerciale - Non opere derivate 2.5 Italia. Di conseguenza, anche se successivamente i termini e condizioni d'utilizzo sono stati modificati, i contenuti pubblicati fino a tale data rimangono comunque sotto licenza Creative Commons in quanto la licenza stessa prevede esplicitamente che il licenziante non può revocare questi diritti fintanto che vengano rispettati i termini della licenza.

## Direttori

### Versione cartacea
- Antonio Padellaro (23 settembre 2009 - 3 febbraio 2015)
- Marco Travaglio (dal 3 febbraio 2015)

### Versione online
- Peter Gomez (dal 23 settembre 2009)

## Rapporti con il Movimento 5 Stelle
A giudizio di alcuni giornali e osservatori (incluso l'ex azionista Michele Santoro e l'ex collaboratore Luca Telese) è politicamente vicino al Movimento 5 Stelle.
Secondo una ricostruzione del quotidiano il Foglio, nel maggio del 2019 i giornalisti de il Fatto Quotidiano, al termine di un'assemblea di redazione, avrebbero presentato un documento sindacale rivolto al direttore Marco Travaglio, accusandolo di aver perso la terzietà e di essersi troppo ammorbidito verso il Movimento 5 Stelle. In risposta a questa ricostruzione, il Fatto Quotidiano ha inviato una lettera di risposta a il Foglio, precisando che "nella lettera inviata il 22 maggio da questo Cdr ai vertici aziendali e al direttore, previa approvazione in assemblea, non c’è affatto “una durissima critica alla linea editoriale piegata sempre più a sostegno del Movimento 5 Stelle”. Tanto meno è in corso “un tentativo di ammutinamento”, né si è mai parlato di “difficoltà che diversi colleghi non schierati incontrano quotidianamente nel tentativo di garantire un’informazione il più possibile obiettiva e plurale”. La redazione non ha mai messo in discussione la professionalità e l'indipendenza del direttore Marco Travaglio, al quale ha confermato piena fiducia [...]. È solo la normale dialettica tra redazione, azienda e direzione, tipica di un giornale libero [...]. Tutto il resto è un tentativo di screditare il Fatto Quotidiano e chi ci lavora".